# ریکا فوگی
ریکا فوگی (انگلیسی: Raika Fujii؛ زادهٔ ۵ ژوئیهٔ ۱۹۷۴) شناگر موزون اهل ژاپن است.